# Le Castellet (Var)
Le Castellet ist eine französische Gemeinde mit 5.992 Einwohnern (Stand 1. Januar 2022) im Département Var in der Region Provence-Alpes-Côte d’Azur.
2022 wurde Le Castellet mit dem Prädikat Die schönsten Dörfer Frankreichs ausgezeichnet.

## Geographie
Le Castellet liegt an den südlichen Ausläufern des Massif de la Sainte-Baume auf einem bewaldeten Bergrücken über mit Weinbergen und Olivenhainen bestellten Terrassen. Nördlich des Dorfes erhebt sich der 447 m hohe Roche Redonne. Teile des Gemeindegebietes gehören zum Regionalen Naturpark Sainte-Baume.

## Sehenswürdigkeiten
- Der alte Ortskern Le Castellet Village mit seinen verwinkelten Gassen liegt auf dem Scheitel eines Hügels. Von dort bietet sich ein schöner Blick über das Massif de la Sainte-Baume im Norden.
- Die romanische Pfarrkirche stammt aus dem 12. Jahrhundert. Die Decke des Kirchenschiffes ist nur leicht gewölbt, die Apsis hat ein halbkugelförmige Gewölbe.
- Die Kirche Saint-Sauveur des Templiers, stammt ebenfalls aus dem 12. Jahrhundert: Die Apsis wurde auf den Überresten eines alten Turmes errichtet. In der Kirche befinden sich schöne Täfelungen.
- Das mittelalterliche Schloss in Castellet-Village wurde im 12. Jahrhundert gebaut und im 15. Jahrhundert erneuert. Es beeindruckt durch seine Fassade, den Bogengang und schöne, schmiedeeiserne Geländer.
- Die Test- und Rennstrecke Circuit Paul Ricard liegt bei der Gemeinde.

## Persönlichkeiten
- Marcel Pagnol (1895–1974), Schriftsteller, Dramaturg und Regisseur. Pagnol hat seinen Film Die Frau des Bäckers in Le Castellet gedreht.

## Städtepartnerschaften
Die Gemeinde Le Castellet unterhält seit 1978 eine Partnerschaft mit Herrischried in Baden-Württemberg.
Seit 1989 wird die Partnerschaft mit Or Akiva in Israel gepflegt.

## Wirtschaft
Im südlich von Le Castellet im Val d’Aren (Sandtal) gelegenen Steinbruch, der sich mehrere Kilometer über das Gebiet der drei Gemeinden Le Castellet, Le Beausset und Évenos erstreckt, wird Sand gewonnen.
Weinberge, Olivenbäume und Gemüseplantagen prägen die landwirtschaftlichen Nutzflächen des Gemeindegebietes. Einige Weine gehören zu den AOCs, Bandol und Côtes de Provence. Das Olivenöl wird von einer Ölkooperative gepresst. Neben Wein und Olivenöl ist Le Castellet auch für seine Honigproduktion bekannt.
Seit 1962 gewann Le Castellet durch die Entstehung eines Flughafens an Wirtschaftskraft hinzu, was sich mit der Fertigstellung des Ausbaus vom Komplex Flughafen Aéroport International du Castellet zusammen mit der Rennstrecke Circuit Paul Ricard noch verstärkte. Circuit Paul Ricard ist eine hochmoderne Renn-, Test- und Versuchsstrecke, die von vielen Rennteams, Auto- und Motorradherstellern sowie Autozubehörfabrikanten auch zeitlich sehr genutzt wird. Dies führt zu einer hinreichenden Auslastung von Flughafen, Hotellerie und Gastronomie in diesem Komplex. Zu Testzeiten und bei Versuchsfahrten der Automobilindustrie ist der Zutritt in das Rennstreckenareal für Besucher wegen der Gefahr von Werksspionage nicht möglich.

## Verkehr
Le Castellet ist straßenverkehrstechnisch über die 3 km nordöstlich verlaufende D8n, sowie über die 2,5 km südöstlich verlaufende D559b und die 3,0 km südlich verlaufende D66 sowie den dortigen Anschluss an die Autoroute A 50 gut erschlossen.
Der zum örtlichen Territorium gehörenden Flughafen Castellet liegt 12 km nördlich entfernt. Linienflüge werden von diesem Flugplatz allerdings nicht angeboten. Der nächstgelegene internationale Flughafen befindet sich in Marseille (73 km).